# NEXT ENCORE
『NEXT ENCORE』（ネクスト・アンコール）は、SDN48の1枚目のベストアルバム。2012年3月14日にユニバーサルミュージックから発売された。

## 概要
キャッチコピーは、「SDN48第一章、完。「最後の」新曲を含むベストアルバム!!」。
2012年3月31日をもって全員卒業するSDN48の現メンバーによる最初にして最後のアルバム。デビューシングル「GAGAGA」から4thシングル「口説きながら麻布十番 duet with みの もんた」までに収録されている楽曲全曲とアルバムオリジナルの新曲『1ガロンの汗』が収録される。前週の3月7日にリリースされる5thシングル『負け惜しみコングラチュレーション』の楽曲は未収録。
特典は、通常盤は「SDN48の軌跡」「メンバー39名が選ぶ「My Best SDN48 Song」」が収録されたDVD、劇場盤は「劇場盤発売記念写メ会」参加券1枚付き。

## 収録曲
ジャケット写真（表）穐田和恵・今吉めぐみ・梅田悠・浦野一美・大河内美紗・大堀恵・甲斐田樹里・加藤雅美・河内麻沙美・小原春香・近藤さや香・佐藤由加理・芹那・チェン・チュー・手束真知子・なちゅ・西国原礼子・野呂佳代・畠山智妃・三ツ井裕美
1. GAGAGA [3:38]
（作詞：秋元康、作曲：HARANHN、編曲：佐々木裕）
1stシングル曲。
2. 孤独なランナー [3:25]
（作詞：秋元康、作曲：宮島律子、編曲：野中“まさ”雄一）
1stシングルカップリング曲。
3. エロスのトリガー [4:24] - アンダーガールズA
（作詞：秋元康、作曲：SQR、編曲：SQR・j.hull）
1stシングルカップリング曲。
4. 佐渡へ渡る [3:07] - アンダーガールズB
（作詞：秋元康、作曲・編曲：若田部誠）
1stシングルカップリング曲。
5. 愛、チュセヨ [4:39]
（作詞：秋元康、作曲・編曲：Elizabeth）
2ndシングル曲。
6. 天国のドアは3回目のベルで開く [3:41] - アンダーガールズA
（作詞：秋元康、作曲：SQR、編曲：SQR・j.hull）
2ndシングルカップリング曲。
7. 淡路島のタマネギ [4:29] - アンダーガールズB
（作詞：秋元康、作曲：YUMA、編曲：原田ナオ）
2ndシングルカップリング曲。
8. 愛よ、動かないで [3:58] - レイチェル
（作詞：秋元康、作曲・編曲：Lee Hyundo）
2ndシングルカップリング曲。
9. MIN・MIN・MIN [3:26]
（作詞：秋元康、作曲：KOUTAPAI、編曲：佐々木裕）
3rdシングル曲。
10. おねだりシャンパン [3:51] - アンダーガールズA
（作詞：秋元康、作曲：松田純一、編曲：y@suo ohtani）
3rdシングルカップリング曲。
11. アバズレ [4:13] - アンダーガールズB
（作詞：秋元康、作曲：Gajin、編曲：中西亮輔）
3rdシングルカップリング曲。
12. Everyday、カチューシャ（SDN48 ver.） [5:13]
（作詞：秋元康、作曲・編曲：井上ヨシマサ）
3rdシングルカップリング曲。
13. 口説きながら麻布十番 duet with みの もんた [3:44]
（作詞：秋元康、作曲：小西貴雄、編曲：野中“まさ”雄一）
4thシングル曲。
14. やりたがり屋さん [3:53] - アンダーガールズチームG
（作詞：秋元康、作曲・編曲：RED APPLE・RED COOL）
4thシングルカップリング曲。
15. カムジャタン慕情 [3:53] - アンダーガールズA
（作詞：秋元康、作曲：cAnON.、編曲：増田武史）
4thシングルカップリング曲。
16. カシャーサで自白する [4:30] - アンダーガールズB
（作詞：秋元康、作曲：YUMA、編曲：藤澤慶昌）
4thシングルカップリング曲。
17. 1ガロンの汗 [3:56]
（作詞：秋元康、作曲：伊橋成哉、編曲：野中“まさ”雄一）
新曲。
選抜メンバー・穐田和恵、梅田悠、浦野一美、大堀恵、加藤雅美、河内麻沙美、小原春香、佐藤由加理、芹那、野呂佳代、木本夕貴、藤社優美